# شهرستان گرند (کلرادو)
شهرستان گرند، کلرادو (به انگلیسی: Grand County, Colorado) یک سکونتگاه مسکونی در ایالات متحده آمریکا است که در کلرادو واقع شده‌است.

## خصوصیات
شهرستان گرند ۴٬۸۴۳٫۳ کیلومترمربع مساحت دارد.